# Rozwiązywanie sporów międzynarodowych
Rozwiązywanie sporów międzynarodowych - mówi o nich Karta Narodów Zjednoczonych, szczegółowo opisane są w rozdziale VI - Pokojowe Rozstrzyganie Sporów. Rozdział ten zobowiązuje państwa członkowskie do załatwiania sporów międzynarodowych środkami pokojowymi, pozostawiając jednocześnie stronom swobodę wyboru środków.
Art. 33 ust. 1 wymienia poszczególne sposoby rozwiązywania sporów:
- Rokowania
- Badania
- Pośrednictwo
- Koncyliacja
- Rozjemstwo
- Rozstrzygnięcie sądowe
- Odwołanie się do organów lub układów regionalnych
- W drodze innych środków pokojowych według własnego wyboru

Katalog ten nie jest zamknięty.
Sposoby regulowania sporów międzynarodowych:
- dyplomatyczne - rokowania bezpośrednie pomiędzy spierającymi się stronami, korzystanie z tzw. dobrych usług (pośrednictwa i doradztwa państw trzecich), usługi pojednawcze (państwa trzecie proponują konkretne rozwiązanie sporu),
- sądownicze - arbitraż międzynarodowy lub wyrok sądu międzynarodowego - Międzynarodowego Trybunał Sprawiedliwości,
- za pomocą procedury politycznej określonej w Karcie Narodów Zjednoczonych - Rada Bezpieczeństwa ONZ ma prawo wezwać strony sporu do rozwiązania go przy użyciu konkretnych środków[2].

Środki pokojowego nacisku są również dopuszczoną w prawie międzynarodowym formą regulowania sporów między państwami. Wyrażają się w stosowaniu przez państwa wiodące spór określonych środków przymusu (retorsje, blokada pokojowa).